# Patricio Escobar
Patricio Escobar (ur. 17 marca 1843 w San José de los Arroyos, zm. 19 kwietnia 1912 w Asunción) – paragwajski polityk, prezydent Paragwaju od 25 listopada 1886 do 25 listopada 1890.